# Le Droit d'aimer (film, 1922)
Pour les articles homonymes, voir Le Droit d'aimer.
Pour plus de détails, voir Fiche technique et Distribution.

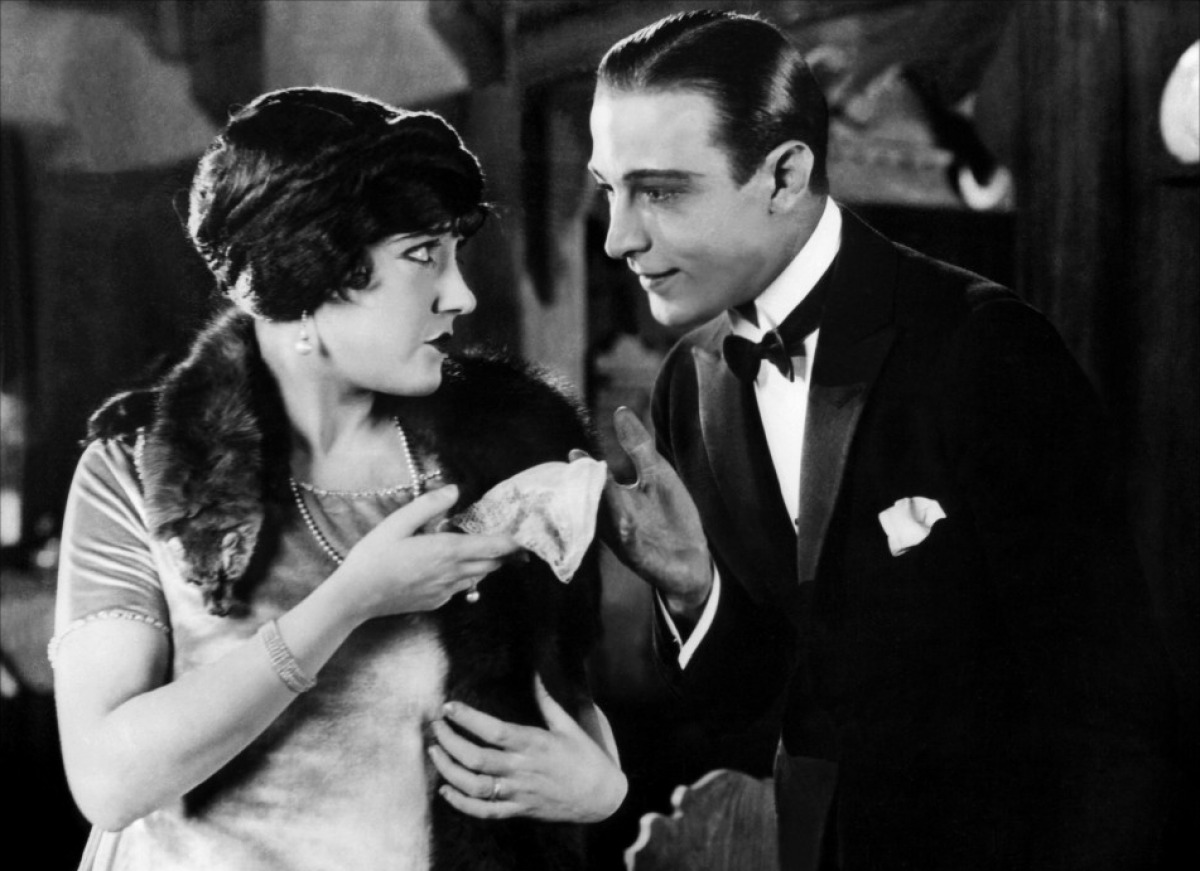
Gloria Swanson et Rudolph Valentino

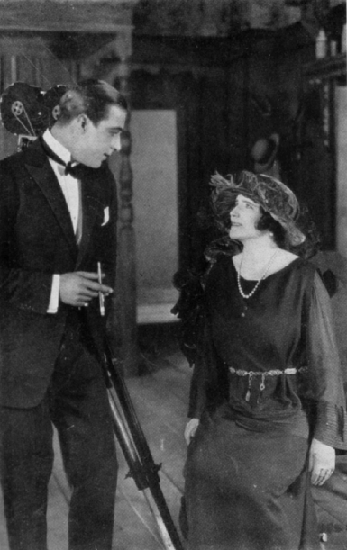
Rudolf Valentino et Elinor Glyn, l'auteur du roman

Le Droit d'aimer (Beyond the Rocks) est un film muet américain réalisé par Sam Wood, sorti en 1922. Il s'inspire du roman Beyond the Rocks d'Elinor Glyn de 1906. Le Droit d'aimer fut longtemps considéré comme perdu mais une copie nitrate fut découverte aux Pays-Bas en 2002. Le film fut restauré et publié en DVD en 2006. 

## Synopsis
Le capitaine Fitzgerald, qui est à la retraite avec une modeste pension, doit subvenir aux besoins de ses trois filles Theodora et ses demi-sœurs aînées. Les sœurs de Théodora fondent leurs espoirs sur son mariage avec un homme riche. Un jour, Théodora part en barque au large du Dorset et tombe à l'eau. Elle est sauvée par Lord Hector Bracondale. Il est jeune, beau et riche, mais pas du genre à se marier. Par sens du devoir envers son père bien-aimé, elle accepte à contrecœur d'épouser Josiah Brown, un ancien épicier devenu riche. Ils passent leurs noces dans les Alpes. Par coïncidence, Bracondale s'arrête à la même auberge qu'eux. Plus tard, la riche veuve américaine Jane McBride persuade la jeune mariée de l'accompagner dans une excursion d'escalade. Theodora glisse et se balance précairement par sa ligne de sécurité au-dessus d'une falaise. Bracondale apparaît et descend vers elle, mais ils sont trop lourds pour que les autres puissent les remonter. Bracondale les fait abaisser lui et Theodora sur un rebord en contrebas. En attendant l'arrivée de plus d'aide, Theodora dit à Bracondale, qui ne la reconnaît pas initialement, où ils se sont rencontrés pour la dernière fois.
Ils se retrouvent une troisième fois à Paris où ils s'avouent enfin leur amour l'un pour l'autre. Cependant, Theodora refuse de s'enfuir avec Bracondale. Ce dernier s'efforce de faire ce qu'il faut. Il demande à sa sœur, Lady Anningford de se lier d'amitié avec Theodora. Elle invite les Brown dans sa propriété de campagne. Bracondale, cependant, ne peut rester à l'écart. Il tente une nouvelle fois de persuader Théodora de changer d'avis, sans succès. Pendant ce temps, Josiah est persuadé par un autre invité, le célèbre explorateur Sir Lionel Grey, de financer sa dangereuse expédition. Bracondale part et Josiah est appelé pour affaires. Théodora écrit une lettre à chacun; à Bracondale, elle déclare son amour, mais souligne une fois de plus qu'il ne peut pas être réalisé. Morella Winmarleigh, qui désire Bracondale pour elle-même, ouvre secrètement les lettres et, après les avoir lues, les change. Après que Bracondale ait lu le message destiné à Josiah, il se précipite pour empêcher Josiah de lire le sien, mais il est trop tard. Josiah accuse Bracondale d'avoir volé sa femme, mais le noble nie que Théodora ait été infidèle. Après mûre réflexion, Josiah décide de faire passer le bonheur de sa femme avant le sien et rejoint l'expédition de Grey en Afrique du Nord. 
Sa mort permet aux jeunes amants d'être ensemble.

## Fiche technique
- Titre : Le Droit d'aimer
- Titre original : Beyond the Rocks
- Réalisation : Sam Wood
- Scénario : Jack Cunningham d'après le roman d'Elinor Glyn
- Société de production : Famous Players-Lasky Corporation
- Distribution : Paramount Pictures
- Musique : Henny Vrienten (version 2005)
- Photographie : Alfred Gilks
- Montage : Vincent Carmiggelt (version 2005)
- Pays d'origine : États-Unis
- Format : Noir et blanc (Sepia) - film muet
- Genre : Drame
- Durée : 80 minutes
- Date de sortie :
  - États-Unis :7 mai 1922

## Distribution
- Rudolph Valentino : Lord Hector Bracondale
- Gloria Swanson : Theodora Fitzgerald
- Edythe Chapman : Lady Bracondale
- Alec B. Francis : Capitaine Fitzgerald
- Robert Bolder : Josiah Brown
- Gertrude Astor : Morella Winmarleigh
- June Elvidge : Lady Anna Anningford
- Mabel Van Buren : Mme Jane McBride
- Helen Dunbar : Lady Ada Fitzgerald
- Raymond Brathwayt : Sir Patrick Fitzgerald
- Frank Butler : Lord Wensleydon
- Larry Steers : un invité à Beachleigh

## Préservation
Le Droit d'aimer était considéré comme un film perdu. Dans les dernières années de sa vie, Gloria Swanson émit le désir de voir Le Droit d'aimer, mais le film était indisponible, considéré comme perdu à l'époque, jusqu'à ce qu'une copie soit retrouvée aux Pays-Bas en 2002. Gloria Swanson est morte en 1983.
Le film fut restauré par le Nederlands Filmmuseum et le Haghefilm Conservation. Il était parmi deux mille boîtes de films rouillées données par un collectionneur néerlandais excentrique, Joop van Liempd de Haarlem. Il a eu sa première projection moderne en 2005.
La version restaurée fut publiée en DVD en 2006.